# Maalula

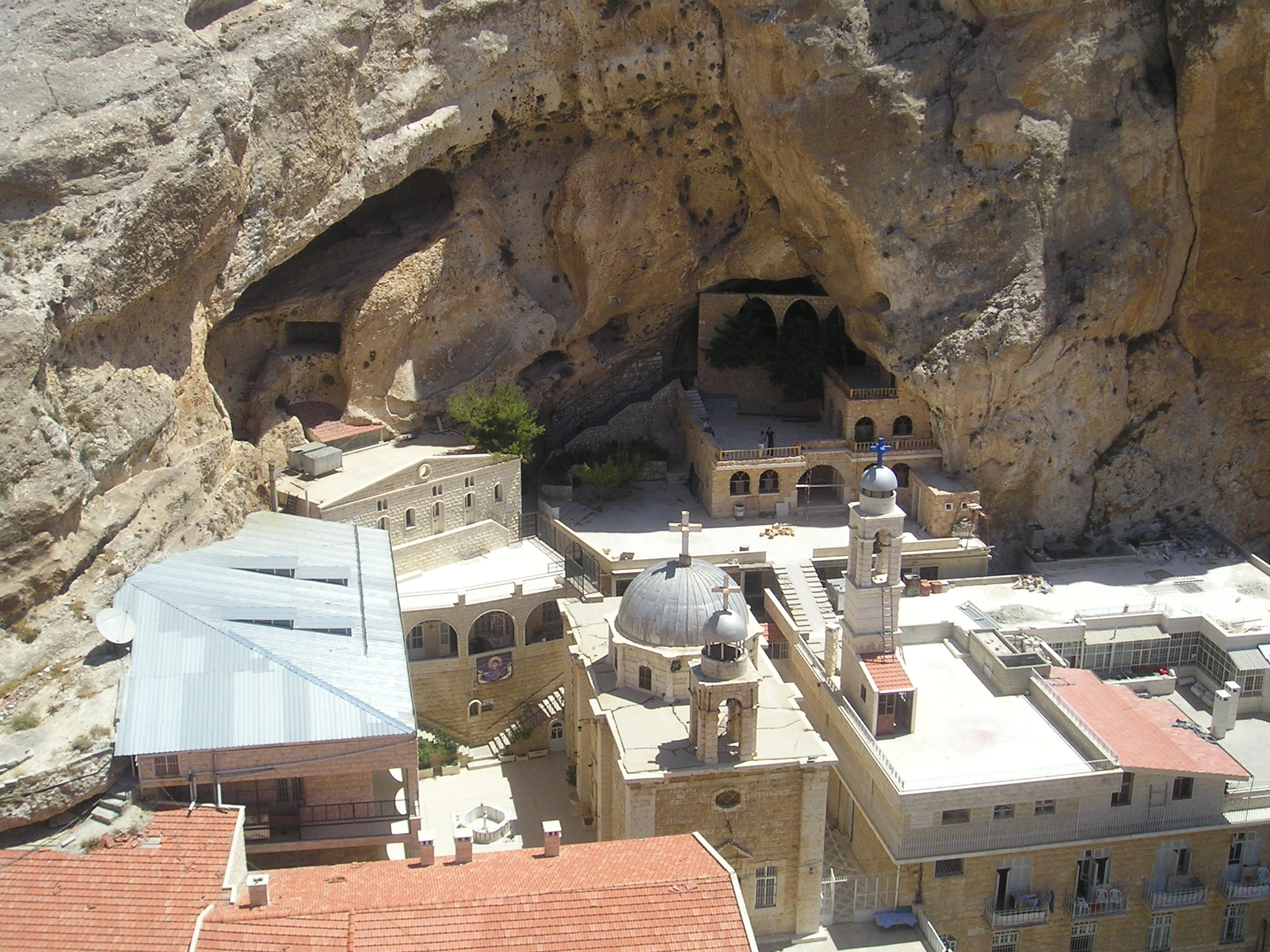
Església de Santa Tecla

Maalula (àrab: معلولا, Maʿlūlā, de l'arameu ma`lā, ‘entrada’) és una ciutat cristiana situada al nord-oest de Damasc, Síria, que té la peculiaritat de ser un dels darrers llocs on encara es parla l'arameu occidental, probablement la llengua de Jesús de Natzaret, juntament amb les properes ciutats de Bakh'a (àrab: بخعة, Baẖʿa) i Jubb'adin (àrab: جبّعدين, Jubbaʿīn). Els cristians locals pertanyen a l'Església greco-catòlica melquita i a l'Església Ortodoxa d'Antioquia.

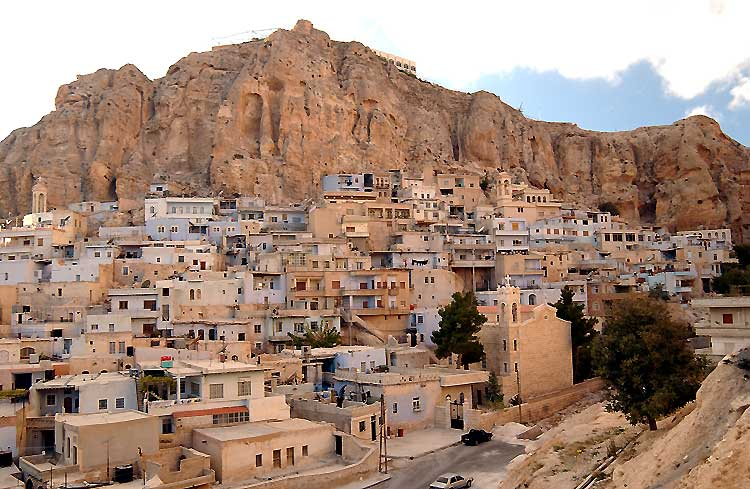
Maalula

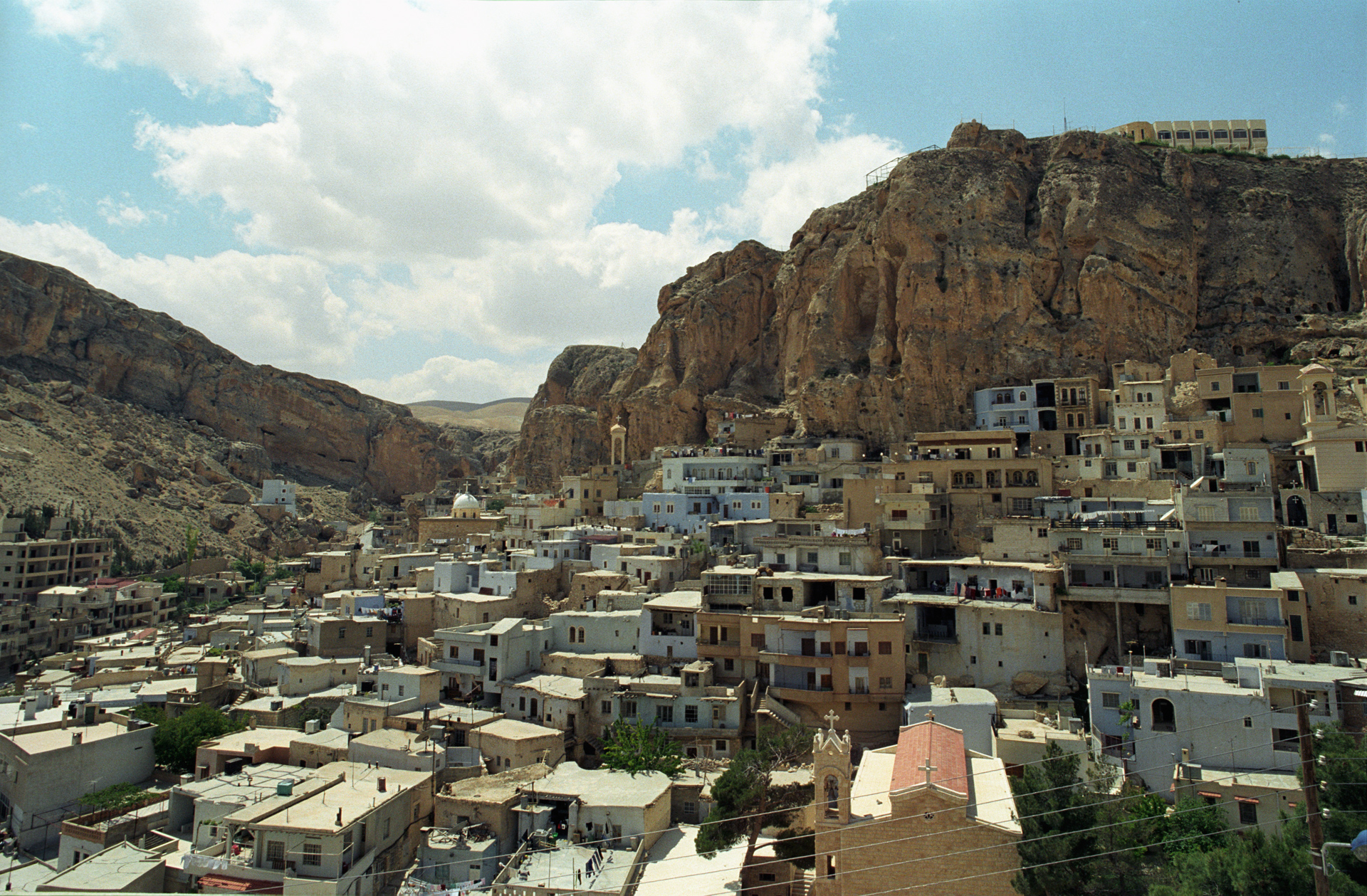
Maalula

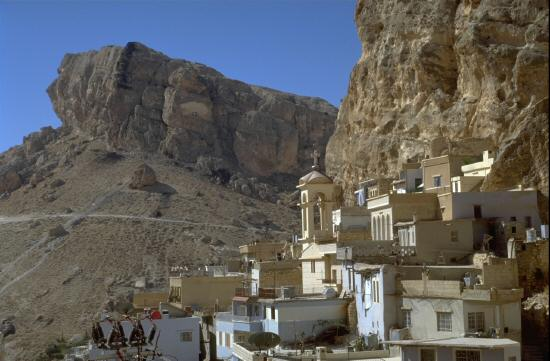
Maalula

Maalula es troba al Djebel Qalamoun, que forma part de la serralada de l'Antilíban, a 56 km de Damasc. La distància i característiques geològiques han ajudat a la persistència d'aquest oasi lingüístic durant més de mil cinc-cents anys. Tanmateix, el transport i les carreteres modernes, així com l'accessibilitat a la televisió en àrab, ha erosionat aquest patrimoni lingüístic. El 2005, la ciutat té una població de 2.000 habitants.
Pel que fa a la religió, la població està formada per cristians (Melquita) i musulmans. Per als habitants musulmans, el llegat és molt més notable, ja que no van ser arabitzats com la majoria d'altres sirians durant segles, tot i que també van adoptar l'àrab i van canviar a la identitat ètnica "àrab".
Hi ha dos monestirs importants a Maalula: Mar Sarkis i Mar Taqla. El monestir de Mar Sarkis va ser construït en el segle IV sobre les restes d'un temple pagà, dissenyat en el model dels màrtirs, amb un aspecte senzill. Va ser anomenat així per sant Sarkis (sant Sergi), un soldat romà que va ser executat per les seves creences cristianes. Aquest monestir encara manté el seu caràcter històric solemne. El monestir de Mar Taqla guarda les restes de santa Tecla; filla d'un príncep selèucida i alumna de sant Pau. Segons la llegenda, en el segle i, santa Tecla va ser perseguida per soldats del seu pare per capturar-la a causa de la seva fe cristiana. Va venir a la muntanya, i després de pregar, la muntanya es va obrir i va permetre-li escapar-se. La ciutat agafa el seu nom d'aquest buit o entrada en la muntanya. Tanmateix, hi ha moltes variacions en aquesta història entre els residents de Maalula.
Hi ha també restes d'altres monestirs, convents, esglésies i santuaris. Molts pelegrins van a Maalula, ja siguin musulmans o cristians, per obtenir benediccions i fer-hi ofrenes.

## Història
Els habitants, pagans del temps de l'Imperi Romà, s'han convertit al cristianisme en els primers temps de l'Església a l'època romana, sis segles abans de la conquesta àrab.
La majoria dels cristians locals pertanyen a l'Església Catòlica Melquita i a l'Església Ortodoxa d'Antioquia. El poble és famós a l'Orient Pròxim pel fervor i la solemnitat amb les quals celebra, cada 14 de setembre, la festa de l'Exaltació de la Santa Creu. S'encenen grans focs sobre els turons i es convida els habitants i els visitants, cristians o musulmans, a venir en to de pau, a grans sopars després de les cerimònies religioses
El poble protegeix, entre monestirs en ruïnes, el monestir Mar Taqla, grec ortodox, construït al voltant de la gruta i de la tomba de santa Tecla, princesa selèucida i deixebla de sant Pau, celebrada el 24 de setembre. Dalt d'un penyal que domina el poble, s'aixeca un antic monestir (construït al segle iv) portat per un prevere greco-catòlic i dedicat a Mar Sarkis i Mar Bacus (sants Sergi i Bacus), dos sants màrtirs celebrats el 7 d'octubre, que eren força populars a l'Imperi Romà d'Orient.
Sota el mandat francès, en el transcurs de la gran revolta siriana, el poble és atacat i assetjat repetidament entre octubre de 1925 i juny de 1926 pels rebels comandats per Ramadan al-Shallash. Els francesos, que fan confiança a les poblacions catòliques, distribueixen armes als vilatans

### Guerra civil siriana
El poble, relativament a estalvi dels atacs fins a l'estiu 2013, va caure a les mans dels islamistes del Front al-Nosra el 7 de setembre de 2013. A la ciutat, els gihadistes maten almenys 20 civils i en segresten altres 15. Un cert nombre d'habitants fugen, els cristians són presos com a hostatges pels gihadistes. Immediatament després, l'exèrcit de l'aire sirià fa raids contra les posicions rebels.
L'exèrcit sirià va llançar una operació per tal de recuperar la ciutat però fou rebutjada després de l'arribada de reforços gihadistes, finalment les forces oficialistes ho aconsegueixen el 19 de setembre de 2013.
L'1 de desembre 2013, els islamistes recuperen la ciutat i segresten dotze religioses del monestir ortodox de Santa Tecla, finalment alliberades al març de 2014 a canvi de presoners del règim sirià. Els gihadistes cometen una «autèntica massacre arqueològica», saquejant l'església conventual, un dels més vells edificis cristians del món, ja que data del començament del segle iv, i destruint icones excepcionals.
Finalment el poble és recuperat definitivament per l'exèrcit sirià i milicians cristians de Hesbol·là el 14 d'abril de 2014.

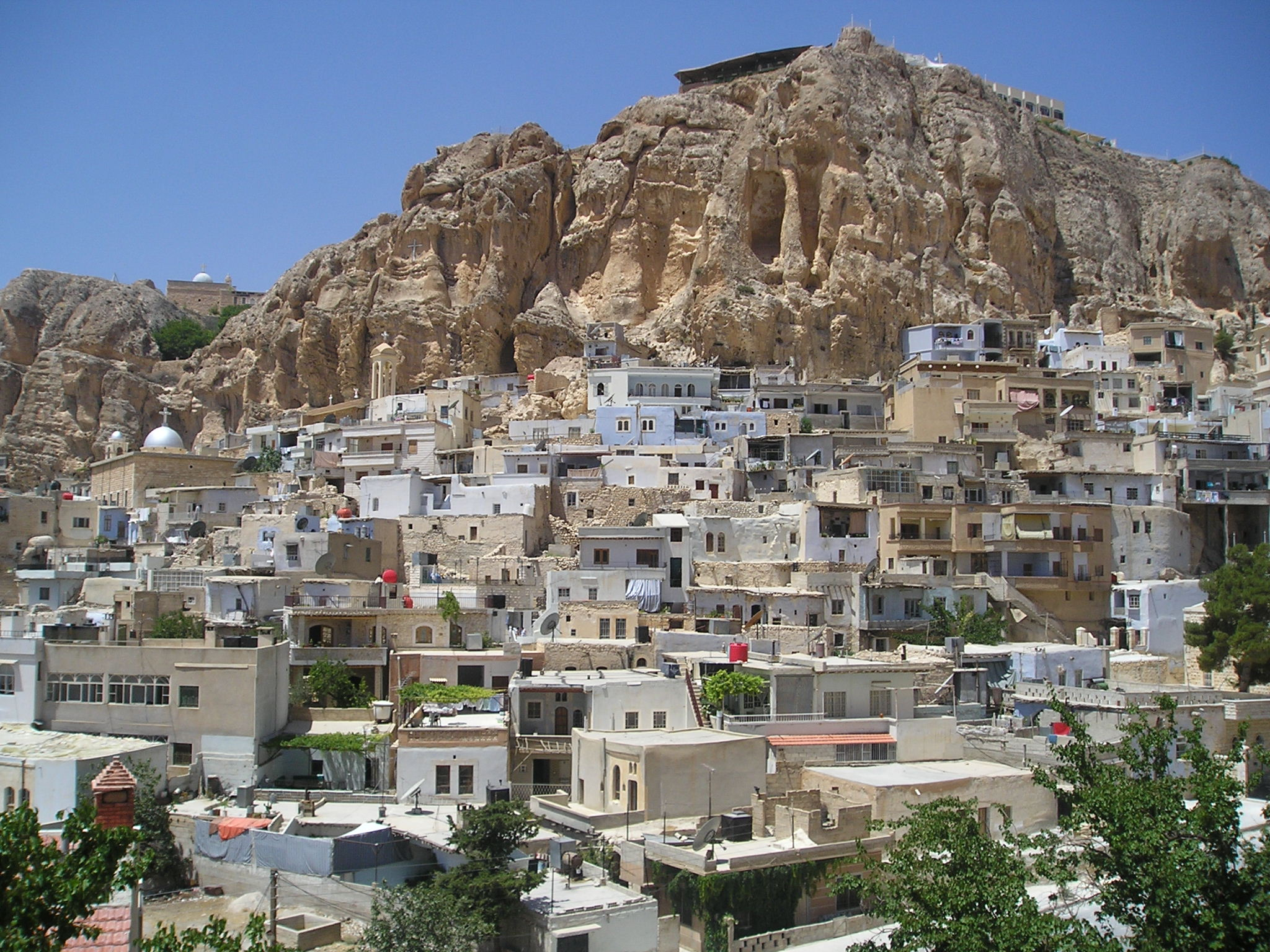
Vista de la part cristiana de Maaloula
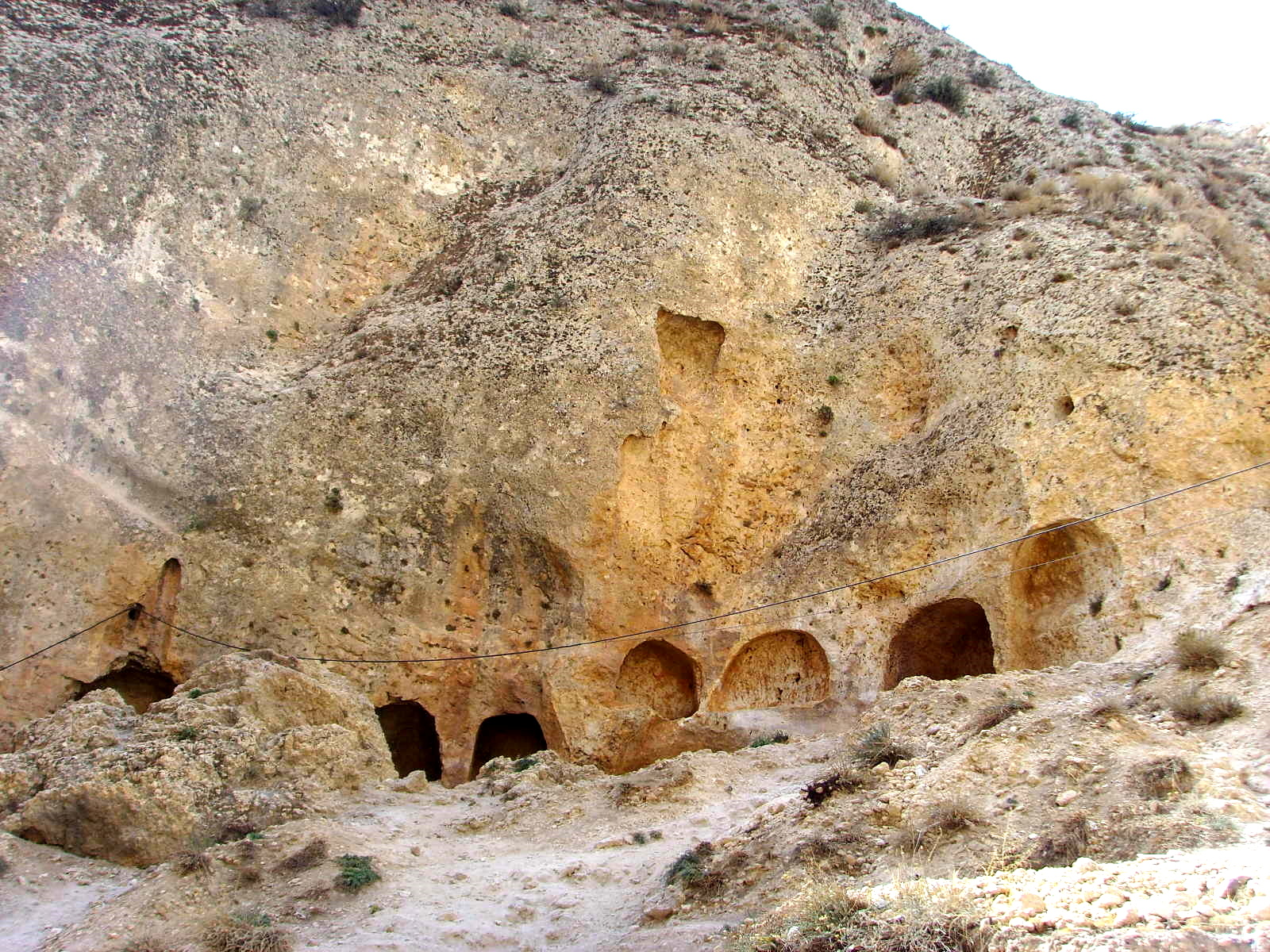
La gola portant al monestir de Santa Tecla.
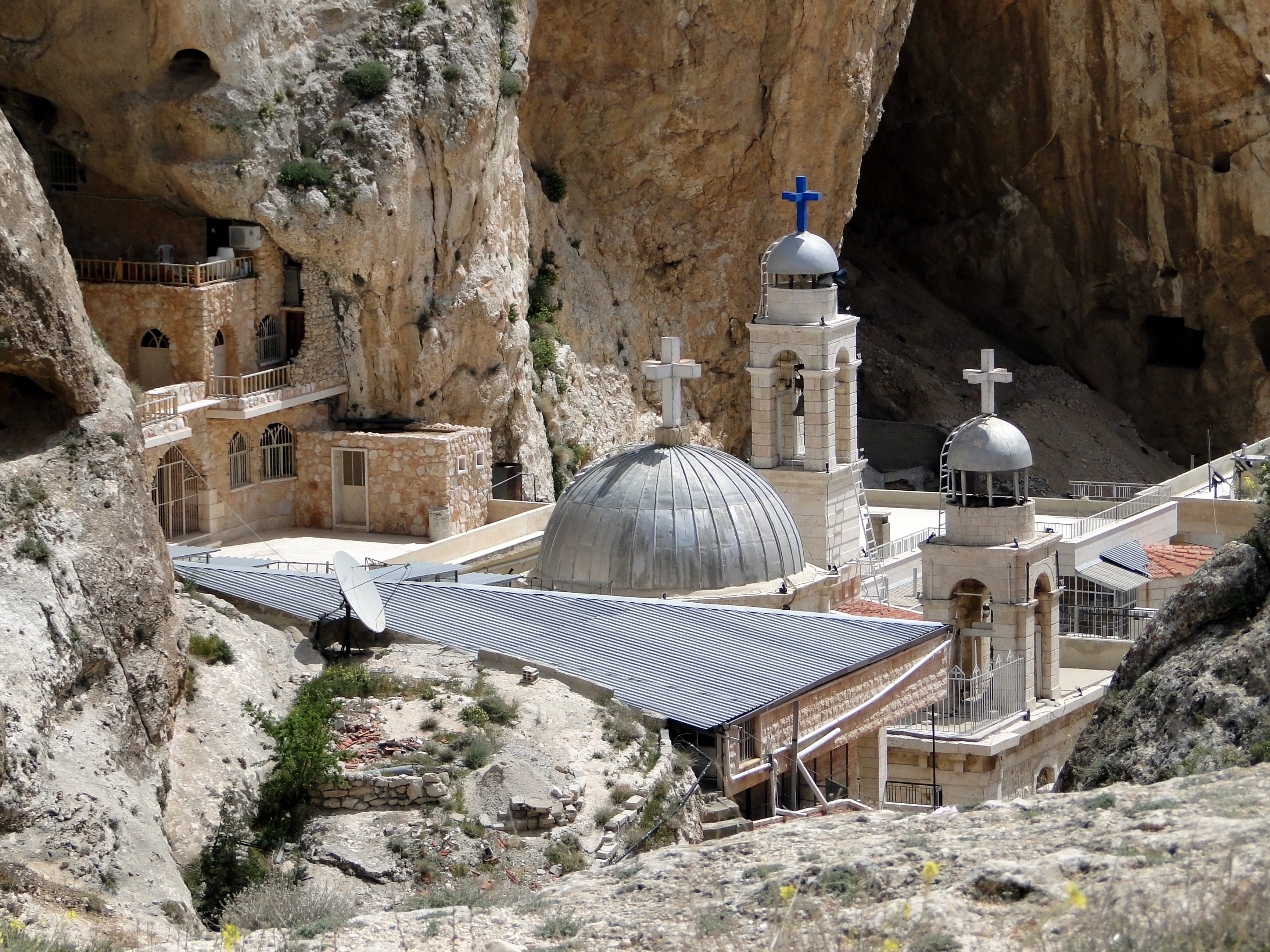
El monestir de Santa Tecla.
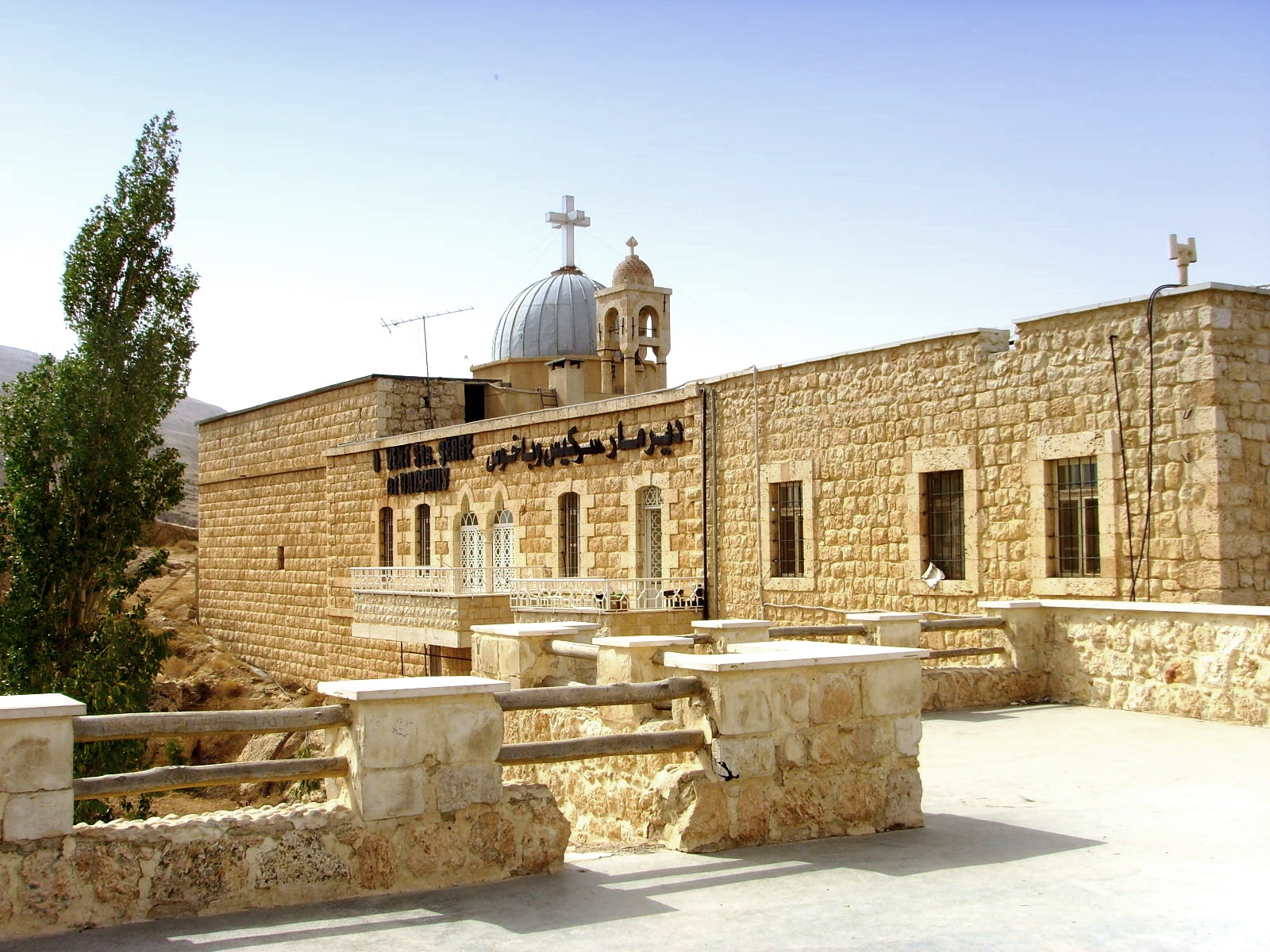
El monestir de Sant Sergi i Sant Bacus.
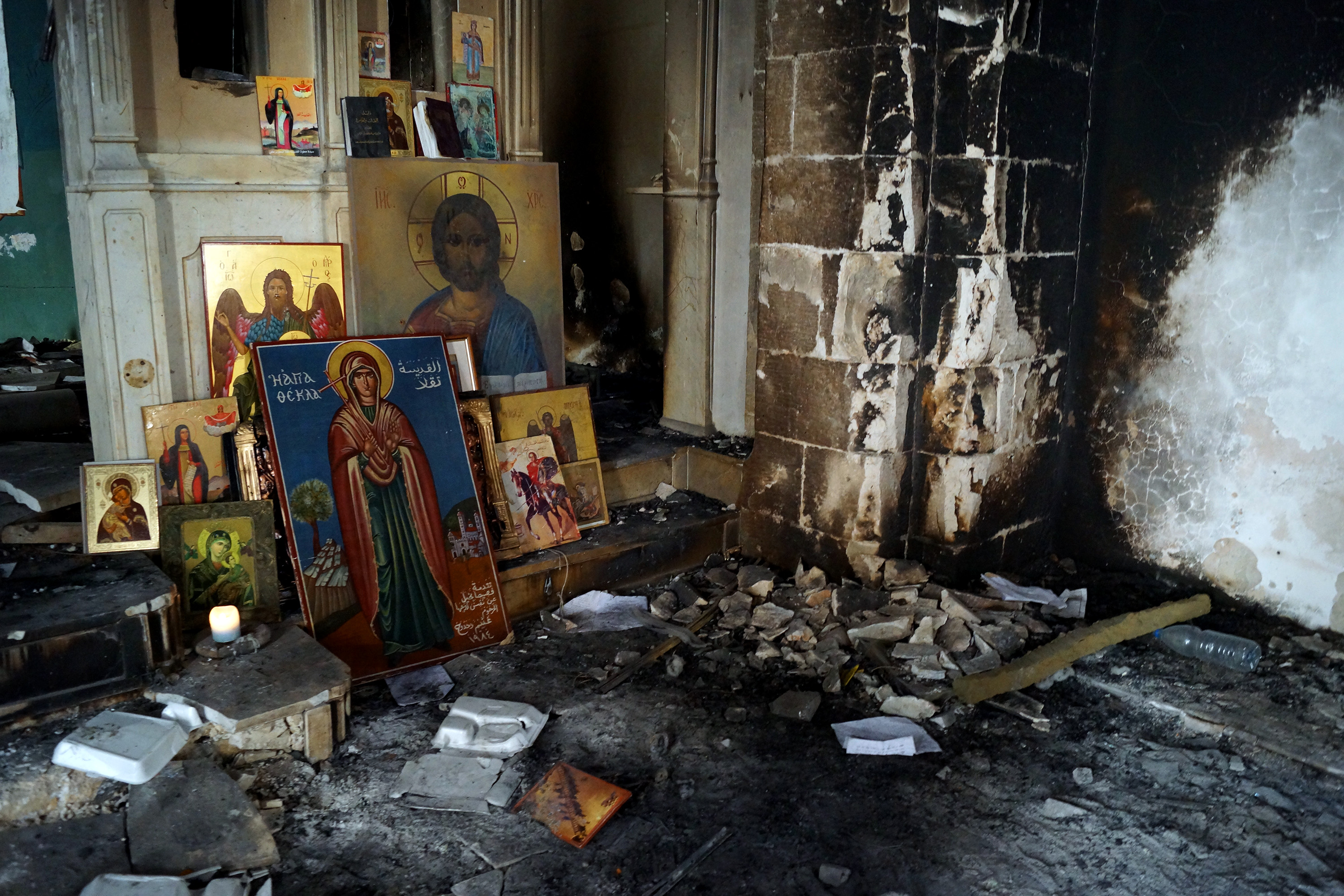
Artefactes religiosos danyats (2014).